# Спортивний роман
Спортивний роман — жанр роману, присвячений темі спорту та легкої атлетики загалом. Персонажі, особливо головний герой, зазвичай є спортсменами, дія яких відбувається в реальному світі (зазвичай у сучасній або недавній історії), а сюжет обертається навколо спортивних змагань. Теми зазвичай передбачають розвиток персонажа та подолання перешкод. У романах часто описуються футбол, баскетбол, лижі, стрибки з трампліна, легка атлетика та автомобільний спорт.

## Характерні риси спортивного роману
Літературний твір повинен містити опис спортивної події. Однією з головних характеристик цих романів є спортивне змагання. Літературні герої змагаються і прагнуть спортивних успіхів. Спортивний вираз можна побачити в усьому сюжеті. Спочатку люди змагаються за власне задоволення, потім за свій клуб, місце і, нарешті, за націю, тим самим збільшуючи свою національну свідомість. Багато видів спорту пов’язують людей із природою, тому природа є важливою частиною особистості в спортивних романах. Ключову роль відіграють приклади для наслідування спортсмена, оскільки вони спонукають індивіда йти спортивним шляхом. Термін спортивний роман нібито вперше написав Йосип Голоб у Slovanské svet 1. 11. 1895 рік. dLib
- Сюжет. Часто зосереджений на досягненні конкретної мети: перемозі у змаганнях, подоланні особистих бар’єрів, розкритті таланту тощо.
- Персонажі. Як правило, яскраво виражені, з власними характерами, мотивами та мріями. Це можуть бути як відомі спортсмени, так і вигадані персонажі.
- Атмосфера. Передає дух змагань, тренувань, командного духу. Автор намагається передати читачеві відчуття, які переживають спортсмени під час змагань.

- Проблематика. Крім спортивних досягнень, спортивний роман може торкатися й інших важливих тем: дружби, кохання, зради, соціальних проблем.

### Послідовність подій у спортивному романі
- Підготовка до спортивного подвигу. Літературні персонажі спочатку готуються до спортивного подвигу, матчу. Описано їх навчання та підготовку. Період підготовки може відрізнятися від роману до роману. Історія може описувати кілька місяців підготовки або лише останню годину підготовки перед грою. Одночасно з підготовкою також описується психологічний стан людини. Часто описуються страх, сумнів чи радість героя.
- Конкуренція. У другій частині автор детально описує матч і події матчу. Знову описує відчуття літературних діячів.

### Піджанри спортивного роману
- Біографічний роман.
- Спортивна фантастика.
- Спортивний детектив.